# Papiros de Herculano

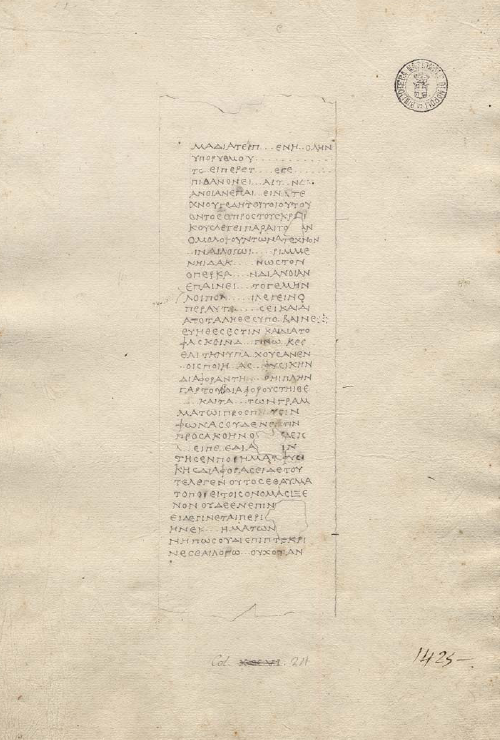

Os Papiros de Herculano são mais de 1.800 papiros encontrados em Herculano no século XVIII, carbonizados pela erupção do Monte Vesúvio no ano de 79. Depois de vários métodos de manipulação, um método foi encontrado da desenrolar e ler os papiros.
Os papiros, contendo vários textos filosóficos gregos, provêm de uma única biblioteca pessoal, associada ao filósofo epicurista Filodemo de Gádaros, que foi identificado com o autor de 44 rolos.

## Importância
Até ao meio do século XVIII, os únicos papiros conhecidos eram alguns sobreviventes dos tempos medievais. Os rolos, que faziam parte de uma biblioteca de textos em grego e em latim, nunca teriam sobrevivido ao clima mediterrânico, tendo-se fragmentado ou perdido.
Filodemo é identificado com autor de 44 rolos. Grandes partes dos livros XIV, XV, XXV e XXVIII da principal obra de Epicuro, Sobre a Natureza e outras obras de seguidores de Epicuro estão também representados nos papiros.

## Desenrolamento
Desde a descoberta, tentativas anteriores para desenrolar os papiros usaram água de rosas, mercúrio líquido, gás vegetal, compostos sulfúricos, suco de papiro ou uma mistura de etanol, glicerina e água morna, na esperança de tornar os pergaminhos legíveis.  Segundo Antonio de Simone e Richard Janko, a princípio, os papiros eram confundidos com galhos de árvores carbonizados, alguns talvez fossem jogados fora ou queimados para produzir calor.

### Tentativas
Após a descoberta dos papiros de Herculano em 1752, segundo o conselho de Bernardo Tanucci, o rei Carlos VII de Nápoles estabeleceu uma comissão para estudá-los.  Possivelmente, as primeiras tentativas de ler os pergaminhos foram feitas pelo artista Camillo Paderni, encarregado dos itens recuperados. Paderni usou o método de fatiar pergaminhos ao meio, copiando texto legível, removendo camadas de papiros. Esse procedimento de transcrição foi usado por centenas de pergaminhos e, no processo, os destruiu.

Quando os estudiosos desenrolavam com sucesso um pergaminho, eles frequentemente o colavam no papelão para impedir que ele se desintegrasse em flocos. Para aqueles que tinham escrito nas costas, como o papiro que continha o livro de Filodemos, esse processo de preservação significava que as palavras nas costas eram perdidas no tempo, lembradas apenas em algumas páginas de anotações feitas pelos desenhistas antes da colagem do pergaminho. A biblioteca nacional italiana de Nápoles iniciou o processo de criação de imagens dos dois lados dos pergaminhos, repleto de anotações e notas apertadas nas margens. Após algum processamento, as imagens revelaram texto anteriormente obscurecido na parte de trás e aumentaram a legibilidade das palavras na frente. A técnica também permitiu que os pesquisadores corrigissem algumas seções do manuscrito de Philodemus que haviam sido interpretadas incorretamente. Por exemplo, uma palavra grega que havia sido lida anteriormente como "encantada" ou "enfeitiçada" (como no debate de oponentes do filósofo Arcesilaus, o fundador da Nova Academia, foi "enfeitiçado" por seus próprios argumentos) acabou dizendo "escravizado" quando visto em contraste mais estrito. Esclarecimentos como esse podem mudar a maneira como os estudiosos interpretam os retratos de pensadores famosos de Filodemos.